# Amegilla andrewsi
Amegilla andrewsi är en biart som först beskrevs av Cockerell 1910.  Amegilla andrewsi ingår i släktet Amegilla och familjen långtungebin. Inga underarter finns listade i Catalogue of Life.